# Lago Gazivode
El lago Gazivode o Gazivoda (serbio, Газивода) es un lago artificial en la frontera de Kosovo (Serbia). Es el lago más grande de Kosovo, con una superficie de 11,9 km², de los que 9,2 pertenecen a Kosovo y 2,7 a Serbia Central. El lago está formado por el represamiento del río Ibar, que desemboca en el lago. La frontera entre Serbia y Kosovo de hecho atraviesa el centro del lago durante aproximadamente dos kilómetros.